# Gyalopion
Genre
Gyalopion est un genre de serpents  de la famille des Colubridae.

## Répartition
Les espèces de ce genre se rencontrent dans le sud-ouest des États-Unis et au Mexique.

## Description
Ce sont des serpents de couleur brun clair avec des lignes sombres. Ils atteignent au maximum 25 cm.

## Liste des espèces
Selon The Reptile Database (27 déc. 2011) :
- Gyalopion canum (Cope, 1861)
- Gyalopion quadrangulare (Günther, 1893)

## Publication originale
- Cope, 1860 : Catalogue of the Colubridae in the Museum of the Academy of Natural Sciences of Philadelphia, with notes and descriptions of new species. Part 2. Proceedings of the Academy of Natural Sciences of Philadelphia, vol. 12, p. 241-266 (texte intégral).